# Nannorhynchides harparius
Nannorhynchides harparius är en plattmaskart som beskrevs av Brunet 1965. Nannorhynchides harparius ingår i släktet Nannorhynchides och familjen Cicerinidae. Inga underarter finns listade i Catalogue of Life.